# Franco z Kolonii
Franco z Kolonii – teoretyk muzyki działający w połowie XIII wieku, przypuszczalnie niemieckiego pochodzenia.

## Życiorys
Brak dokładniejszych informacji o jego życiu. Czas jego działalności określany jest w przybliżeniu na od 1250 do około 1280 roku. Na podstawie zachowanych notatek źródłowych można wywnioskować, że był kapelanem papieskim i przełożonym domu klasztornego joannitów w Kolonii. Przypuszczalnie około 1260 roku przebywał w Paryżu.

## Twórczość
Był autorem traktatu Ars cantus mensurabilis, w którym sformułował zasady notacji menzuralnej. Dzieło to, jedna z najstarszych zachowanych kodyfikacji reguł kompozytorskich, jest najpełniejszym źródłem teoretycznym do poznania muzyki okresu ars antiqua. Franco ustalił wartości rytmiczne, usuwając tym samym niejednoznaczności wynikające z wcześniejszej notacji modalnej. Sprowadził dotychczasowe 6 modi do jednego modus, którego zasadą porządkującą uczynił perfectio, jednostkę wartości trójdzielnej longi. Przeprowadził także klasyfikację ligatur i ustalił ich wartości rytmiczne.